# The Ultimate Collection (Donna Summer)
The Ultimate Collection è una raccolta del 2003 della cantautrice dance pop statunitense Donna Summer contenente brani registrati tra il 1974 e il 1999, pubblicata esclusivamente nei Paesi Bassi dall'etichetta Universal Music.

## Tracce
Disco 1
1. The Hostage – 4:16 (Pete Bellotte, Giorgio Moroder)
2. Lady of the Night – 3:58 (Bellotte, Moroder)
3. Love to Love You Baby – 16:50 (Bellotte, Moroder, Donna Summer)
4. Full of Emptiness – 2:22 (Bellotte, Moroder)
5. Could It Be Magic – 5:15 (Anderson, Manilow)
6. Try Me, I Know We Can Make It – 4:46 (Bellotte, Moroder, Summer)
7. Spring Affair – 4:02 (Bellotte, Moroder, Summer)
8. Winter Melody – 6:31 (Bellotte, Moroder, Summer)
9. I Feel Love – 3:11 (Bellotte, Moroder, Summer)
10. Down Deep Inside – 6:07 (Barry, Summer)
11. I Remember Yesterday – 4:36 (Bellotte, Moroder, Summer)
12. Love's Unkind – 4:07 (Bellotte, Moroder, Summer)
13. Back in Love Again – 3:14 (Bellotte, Moroder, Summer)
14. I Love You – 4:41 (Bellotte, Moroder, Summer)
15. Rumour Has It – 4:54 (Bellotte, Moroder, Summer)

Disco 2
1. Last Dance – 8:09 (Jabara)
2. MacArthur Park (Promotional 12" Mix) – 6:25 (Webb)
3. Hot Stuff (12" Mix) – 6:46 (Bellotte, Faltermeyer, Forsey)
4. Bad Girls – 4:56 (Esposito, Hokenson, Sudano, Summer)
5. Dim All the Lights – 4:23 (Summer)
6. Sunset People – 6:24 (Bellotte, Faltermeyer, Forsey)
7. On The Radio (Long Version) – 5:50 (Moroder, Summer)
8. The Wanderer – 3:45 (Moroder, Summer)
9. State of Independence – 5:49 (Anderson, Vangelis)
10. Love Is in Control (Finger on the Trigger) – 4:19 (Jones, Ross, Temperton)
11. The Woman in Me – 3:55 (John Bettis, Michael Clark)
12. She Works Hard For The Money – 5:18 (Omartian, Summer)
13. Dinner with Gershwin – 4:39 (Russell)
14. This Time I Know It's For Real – 3:37 (Aitken, Stock, Summer, Waterman)
15. Melody of Love (Wanna Be Loved) – 4:15 (Carrano, Clivilles, Cole, Summer)

Disco 3
1. Love to Love You Baby (Live Version) – 3:29 (Bellotte, Moroder, Summer))
2. Last Dance (Live Version) – 5:51 (Jabara)
3. Je t'aime... moi non plus – 15:45 (Serge Gainsbourg) – feat. Giorgio Moroder
4. Heaven Knows – 3:32 (Bellotte, Mathieson, Moroder, Summer)) – feat. Brooklyn Dreams
5. No More Tears (Enough Is Enough) – 11:46 (Jabara, Roberts) – feat. Barbra Streisand
6. Unconditional Love – 4:43 (Omartian, Summer) – feat. Musical Youth
7. State of Independence (New Radio Millennium Mix - 1996 Remix) – 5:00 (Anderson, Vangeli)
8. I Feel Love (Masters At Work 86th St Mix - 1995 Re-recording) – 6:09
9. I Will Go with You (Con te partirò) – 4:10 (Quarantotto, Sartori, Summer)